# Bitwa u brzegów Minorki
Bitwa morska u brzegów Minorki – starcie zbrojne, które miało miejsce 20 maja 1756 roku pomiędzy eskadrami Francji i Wielkiej Brytanii wkrótce po wypowiedzeniu wojny przez królestwo Wielkiej Brytanii Domowi Burbonów. Minorka znalazła się pod panowaniem brytyjskim w roku 1708, w rezultacie wojny o sukcesję hiszpańską. Teraz Brytyjczycy dążyli do przerwania francuskiego oblężenia brytyjskiego garnizonu wyspy. Bitwa była pierwszym starciem wojny siedmioletniej na jej europejskim teatrze. Jej niesatysfakcjonujący Brytyjczyków rezultat stał się przyczyną późniejszego sądu wojennego nad admirałem Johnem Byngiem i jego egzekucji.

## Podłoże
24 kwietnia 176 statki transportowe, eskortowane przez 12 okrętów liniowych i 5 fregat, wysadziły na Minorce 12 000 piechoty francuskiej, która obległa brytyjski garnizon.
Wielka Brytania i Francja rozpoczęły działania wojenne już wcześniej – w 1754 roku – ale toczyły się one w koloniach Nowego Świata (tzw. wojna o kolonie amerykańskie). W 1756 roku, wskutek francuskich sukcesów, sprawy przybrały niepokojący dla Brytyjczyków obrót. Rząd brytyjski był przekonany, iż niedługo może nastąpić francuskie uderzenie na same Wyspy Brytyjskie (Francuzi faktycznie planowali inwazję). Francuski atak na Minorkę spowodował, iż Admiralicja wysłała eskadrę 10 okrętów liniowych w celu jej obrony. Mimo informacji wywiadu o znacznej sile francuskiej floty z Tulonu, która była przeznaczona do opanowania Minorki, okręty przydzielone Byngowi były w złym stanie technicznym, a ponadto miały zdekompletowane załogi, o czym Byng donosił do Londynu z Gibraltaru. Król Jerzy II zareagował nerwowo: „Ten człowiek nie będzie walczył!” i kazał wysłać do Gibraltaru sir Edwarda Hawke’a, by przejął komendę. Hawke wyruszył 16 czerwca, ale było już za późno.

## Starcie
Kiedy Byng (jego flota została wzmocniona przez kilka okrętów eskadry z Minorki, które zdołały opuścić wyspę przed desantem) przybył 19 maja w okolice Minorki, okazało się, iż wyspa została już zajęta przez Francuzów. Tylko garnizon Fortu St. Philip (później Port Mahón, obecnie Maó) trzymał się nadal. Byng miał zamiar uwolnić garnizon, ale ukazała się francuska eskadra. Obie strony szykowały się do bitwy następnego dnia rano.
Byng uformował trzynaście największych okrętów w pojedynczą linię bojową i zbliżał się z wiatrem do przeciwnika. Francuska linia szła na zbliżenie równoległym kursem. Brytyjski admirał wydał rozkaz wskazujący poszczególnym okrętom przeciwników we francuskiej linii, jednak niedoskonała sygnalizacja tamtych czasów spowodowała powikłania i opóźnienia. Czołowe okręty brytyjskie dostały się pod ogień lepiej uzbrojonych liniowców francuskich przeciwników i doznały licznych uszkodzeń z powodu bardziej efektywnego ognia działowego Francuzów. Pozostałe liniowce brytyjskie nie wzięły udziału w walce. Byng wykazał się ostrożnością i zachowawczością nie potrafiąc odejść od sztywnych zasad szyku liniowego. Kilka jego okrętów zostało poważnie uszkodzonych, chociaż żaden z nich nie zatonął. Również Francuzi nie utracili żadnego okrętu. Naprędce zwołana Rada Wojenna, złożona ze wszystkich starszych oficerów, zgodnie stwierdziła, iż nie ma szans na zadanie większych strat Francuzom i na zdjęcie oblężenia, dlatego też Byng rozkazał odwrót do Gibraltaru.

## Po bitwie
Bitwę można by było uznać za nierozstrzygniętą, lecz zaniechanie przez Bynga nacisku na flotę francuską koło Minorki oraz brak pomocy dla garnizonu wyspy przyczynił się do kapitulacji Brytyjczyków 29 czerwca 1756 roku, co wywołało oburzenie brytyjskiej opinii publicznej.
Admiralicja, prawdopodobnie w celu zatuszowania własnych niedociągnięć przy organizowaniu odsieczy dla wyspy, oskarżyła Bynga o naruszenie Artykułów Wojennych. Sąd Wojenny uznał go winnym i skazał na rozstrzelanie; wyrok został wykonany 14 marca 1757 roku na okręcie liniowym HMS Monarch w porcie w Portsmouth.
Minorka wróciła pod panowanie brytyjskie po zawarciu pokoju paryskiego w 1763 roku.